# Petrolia (Texas)
Pour les articles homonymes, voir Petrolia.
Petrolia est une localité située au nord du comté de Clay, dans l’État du Texas, aux États-Unis.
Elle est fondée en 1904, lors de la création du chemin de fer du Wichita Falls and Northwestern Railway, dans la région.

## Démographie
Lors du recensement de 2010, la ville comptait une population de 686 habitants. Elle est estimée, le 1er juillet 2019, à 676 habitants.